# Студниська-Дольне
Студниська-Дольне (пол. Studniska Dolne, нім. Nieder Schönbrunn) — село в Польщі, у гміні Сулікув Згожелецького повіту Нижньосілезького воєводства.
Населення — 682 особи (2011).
У 1975-1998 роках село належало до Єленьогурського воєводства.

## Демографія
Демографічна структура станом на 31 березня 2011 року:
|          | Загалом | Допрацездатний вік | Працездатний вік | Постпрацездатний вік |
| -------- | ------- | ------------------ | ---------------- | -------------------- |
| Чоловіки | 361     | 74                 | 252              | 35                   |
| Жінки    | 321     | 57                 | 204              | 60                   |
| Разом    | 682     | 131                | 456              | 95                   |

## Галерея

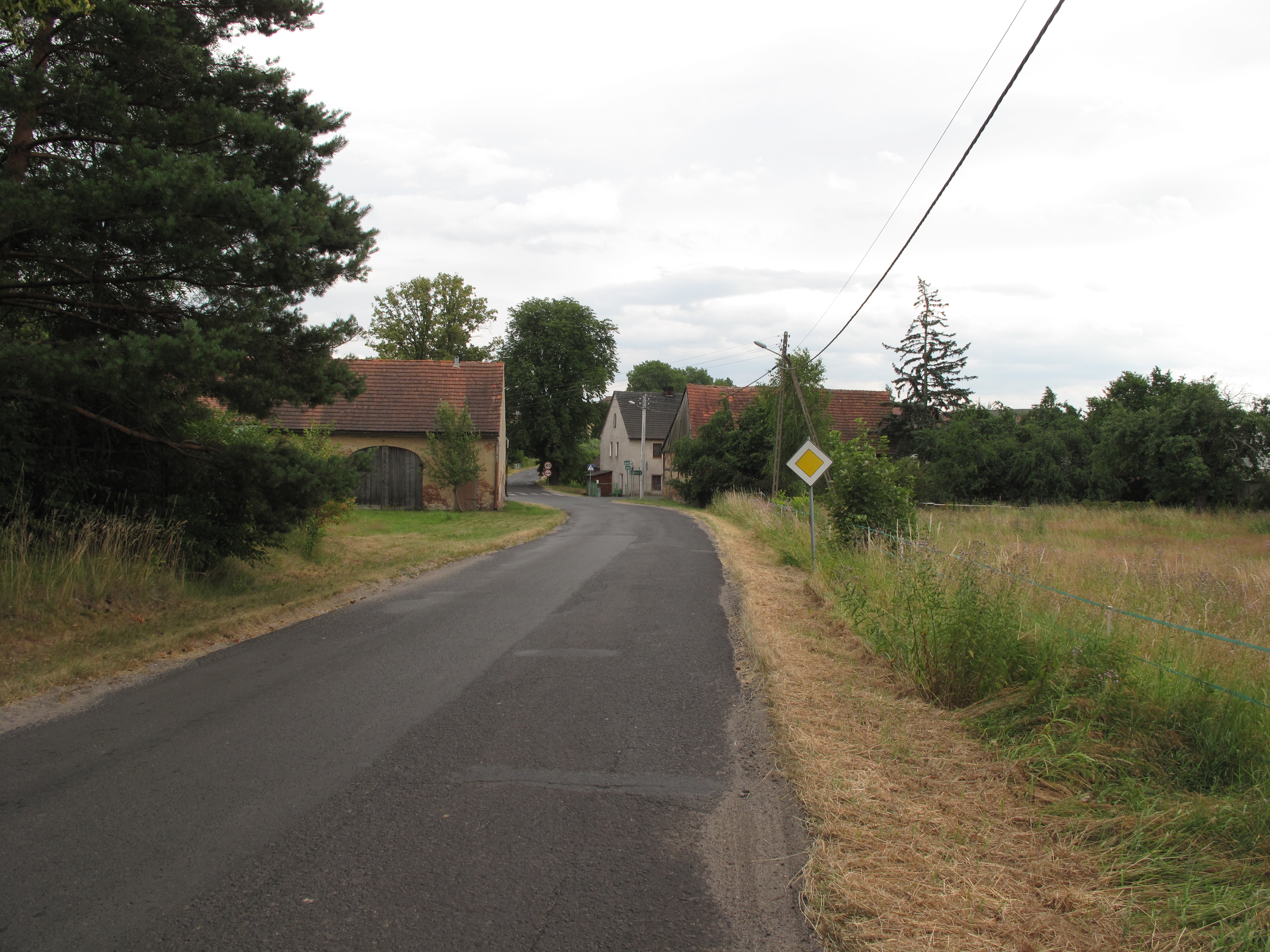
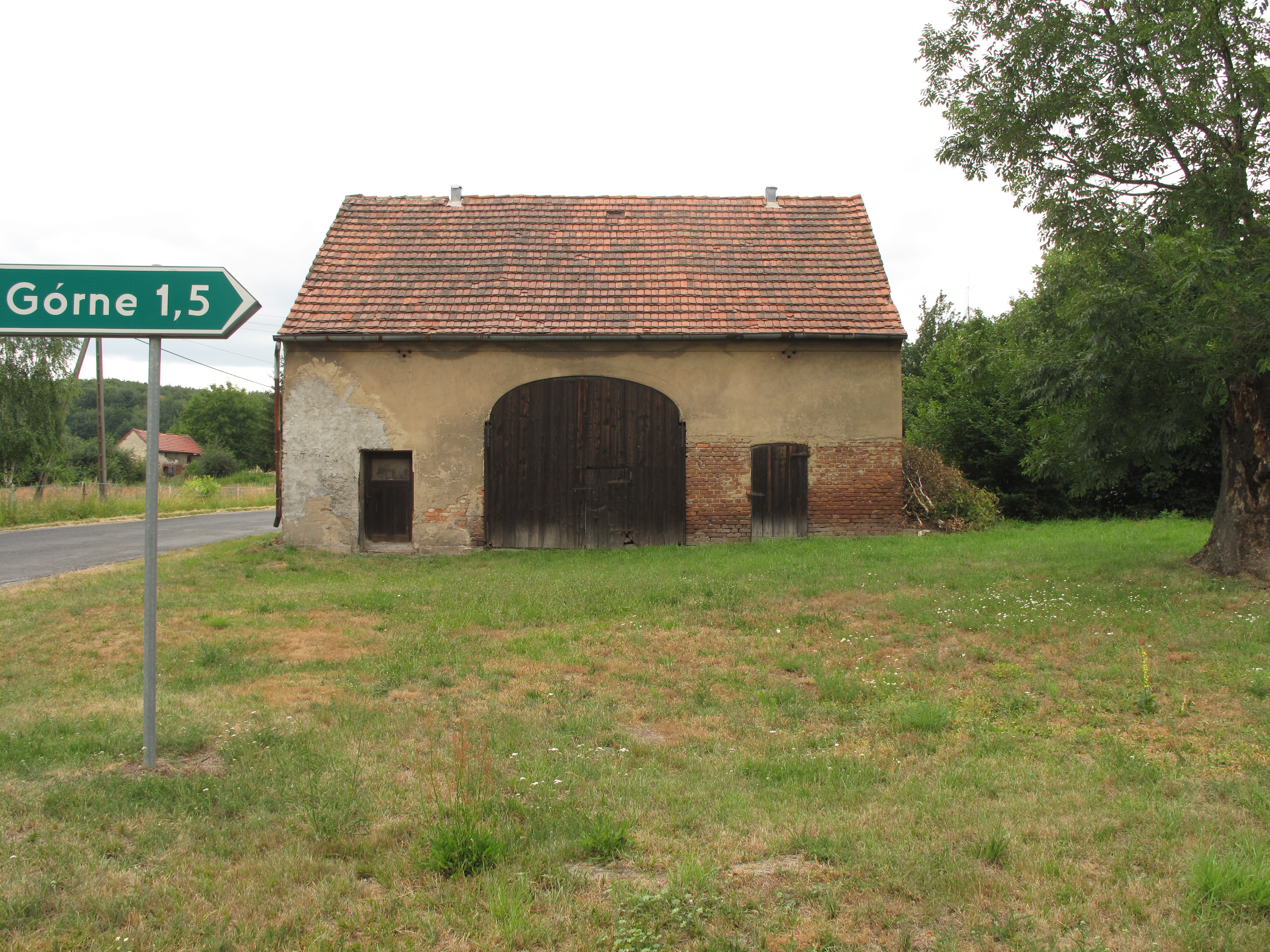
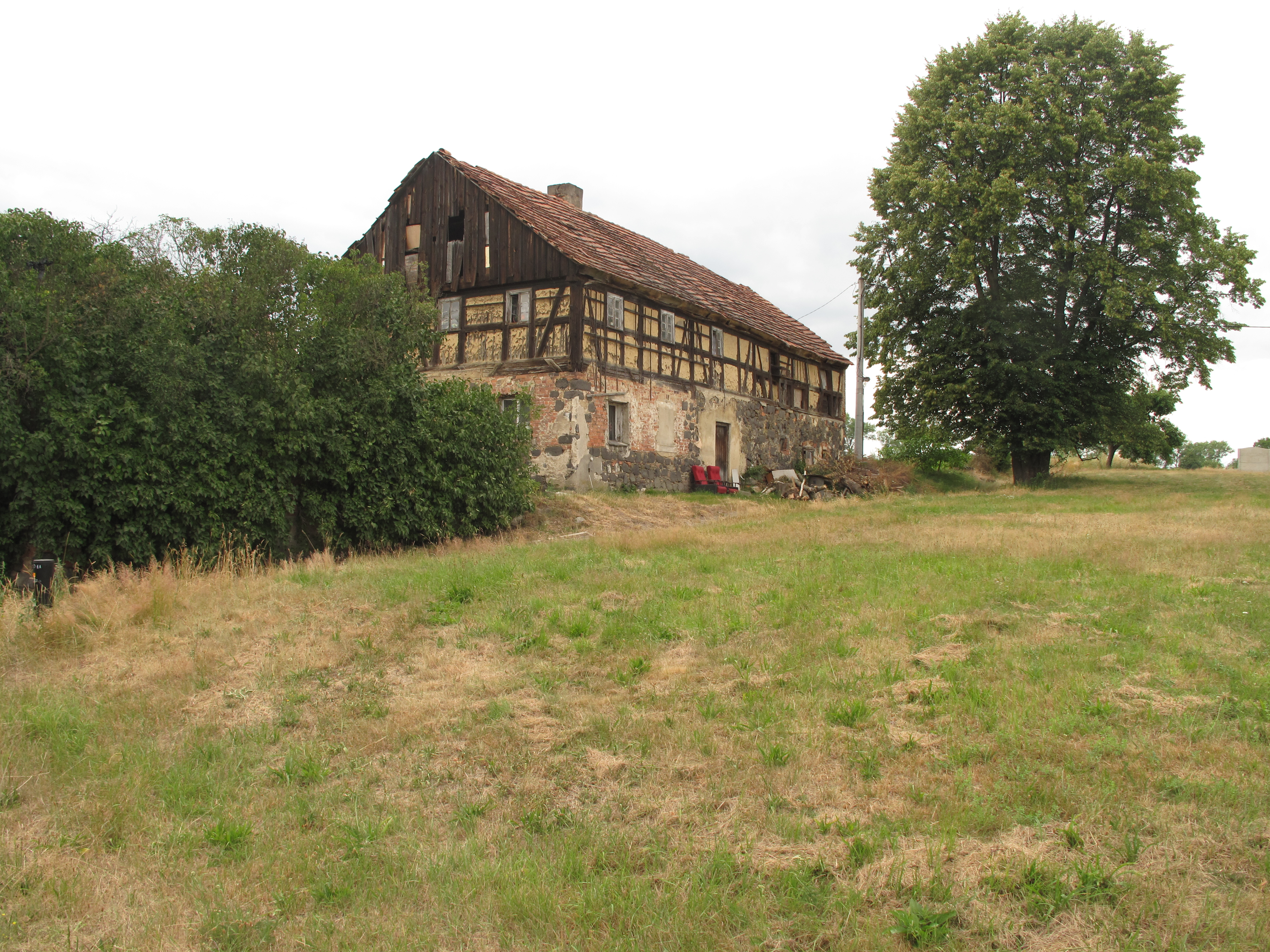
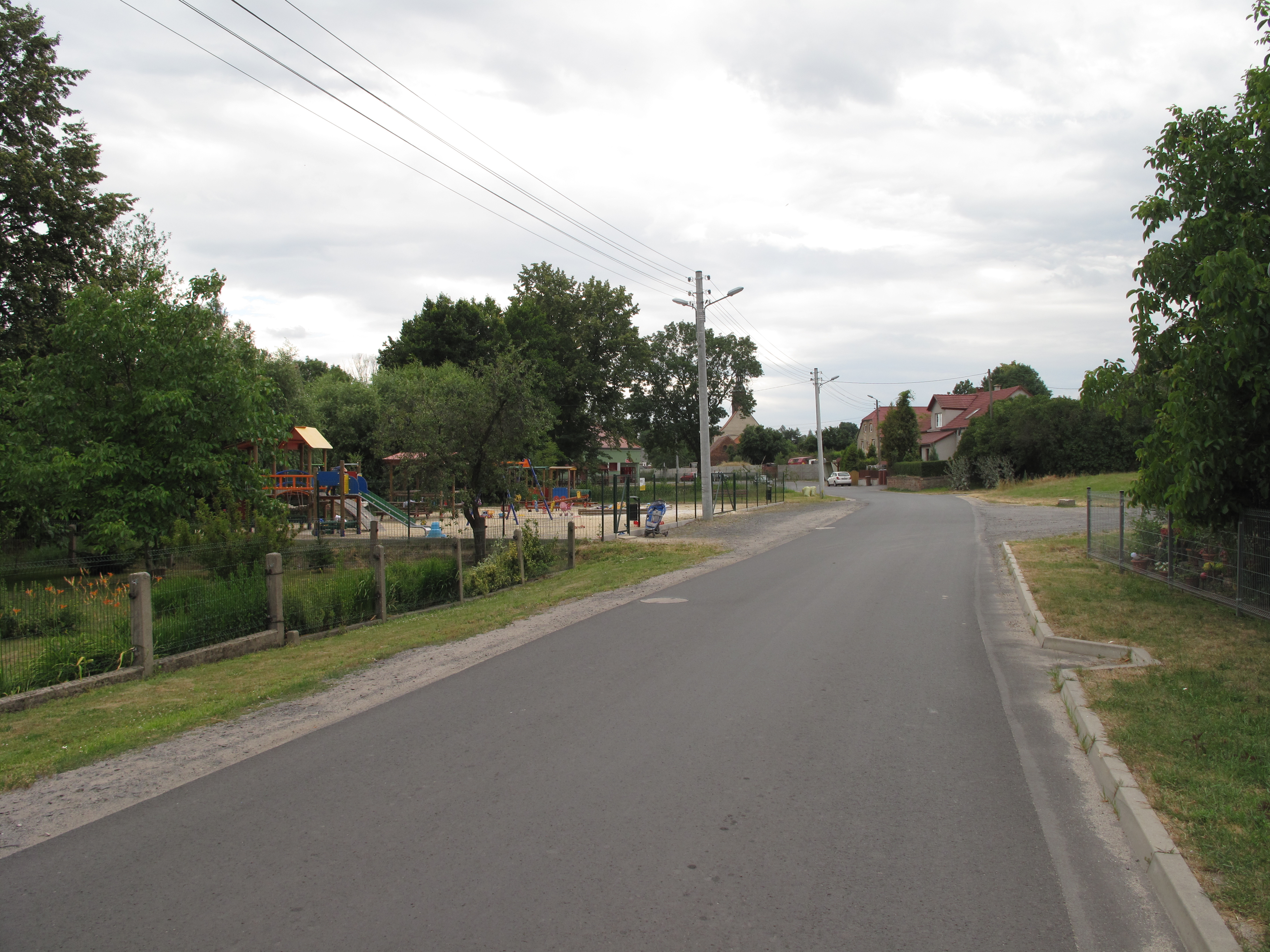